# Лето Клары
«Лето Клары» (фр. Clara cet été là) — французская мелодрама 2002 года режиссёра Патрика Гранпере.

## Сюжет
Клара и её лучшая подруга Зоэ едут на неделю в летний лагерь. Зоэ, обеспокоенная своей просыпающейся сексуальностью, надеется вдали от дома встречаться с мальчиками и, наконец, расстаться с девственностью.
По пути в лагерь Зоэ положила взгляд на Себастьяна. Добравшись до места, они тут же уединяются. Но их поцелуи снимают на камеру друзья Себастьяна. Рассерженная Зоэ ссорится с ним и ищет утешения у Клары. Взаимопонимание с подругой заставляет её решить, что с парнями она больше не встречается. Но её попытку сексуального сближения Клара отвергает, так как не уверена в том, что именно она чувствует.
В дальнейшие дни Зоэ опять флиртует с Себастьяном, а Клара, которая не совсем вписывается в компанию отдыхающих, знакомится с Соней, дочерью одного из управляющих лагеря. Тут же её обвиняют в том, что она лесбиянка, так как Соня считается именно такой девушкой. Клара смущена, но Соня ей интересна и она продолжает с ней общаться.
Со стороны приятелей следуют оскорбления и насмешки. Но возникшие чувства оказываются сильнее оскорблений. Девушки не в силах противостоять своему влечению. Клара осознаёт, что её чувства к Соне — это настоящая любовь.

## Актёрский состав
| В ролях            |  | Персонаж  |
| ------------------ |  | --------- |
| Сельма Брук        |  | Клара     |
| Стефани Соколински |  | Зоэ       |
| Саломе Стевенен    |  | Соня      |
| Лео Гранпере       |  | Себастьян |